# Kolë Jakova
Kolë Jakova (Scutari, 25 novembre 1915 – Tirana, 16 novembre 2002) è stato un poeta, drammaturgo e romanziere albanese.

## Biografia
Kolë Jakova, ha frequentato le scuole primarie e secondarie di Scutari, proseguendo gli studi presso la scuola francescana e, in seguito al Gymnasium. Nel 1935 venne nominato insegnante a Vau i Dejës. Ha partecipato alla guerra di liberazione dal fascismo. dopo il conflitto ha lavorato presso il Ministero della cultura ed è stato nominato direttore del teatro Nazionale di Tirana e membro della lega degli Scrittori e Artisti di Albania. Nello stesso anno ha pubblicato il suo primo poema nella rivista "Cirko". Durante la guerra ha scritto le raccolte di poesie "Il suono dei tre eroi di Scutari" e "Aquile Partigiane", in seguito entrambe musicate. Tra le sue opere più importanti figurano "Halili e Hajria"(1950), e "La nostra terra"(1955). Dopo la morte della moglie, all'età di 88 anni decise di abbandonare la propria casa e trasferirsi presso il centro di riabilitazione Joshua Trauma Center.